# Campionato ungherese di pallamano maschile
Il campionato ungherese di pallamano maschile è l'insieme dei tornei istituiti ed organizzati dalla Federazione di pallamano dell'Ungheria.

La prima stagione si disputò nel 1951; dall'origine a tutto il 2025 si sono tenute 73 edizioni del torneo.

La squadra che vanta il maggior numero di campionati vinti è il Veszprém con 29 titoli, a seguire c'è il Budapest Honvéd Football Club con 14.

L'attuale squadra campione in carica è il Veszprém che ha vinto l'edizione 2024-25 del campionato precedendo il Pick Szeged.

Il torneo di primo livello del campionato è denominato Nemzeti Bajnokság I.

## Nemzeti Bajnokság I
La Nemzeti Bajnokság I è il massimo campionato maschile e si svolge tra 12 squadre.

Si compone di una stagione regolare in cui i club si affrontano in un girone all'italiana con partite di andata e ritorno; successivamente le squadre classificate dal 1º al 6º posto in classifica disputano i play off per il titolo mentre le squadre classificate dal 7° al 12* posto disputano i play out salvezza.

La squadra 1ª classificata al termine dei play-off è proclamata campione d'Ungheria mentre le squadre classificate all'11º e al 12º posto in retrocedono in seconda divisione nella stagione successiva.

## Statistiche

### Albo d'oro
| Edizione | Vincitore             | N° Titolo             | 2º classificato       | Note                  |
| -------- | --------------------- | --------------------- | --------------------- | --------------------- |
| 1951     | VM Közért             | 1º titolo             | Vasas SC              |                       |
| 1952     | Honvéd                | 1º titolo             | Újpest Dózsa Budapest |                       |
| 1953     | Újpest Dózsa Budapest | 1º titolo             | Vörös/Meteor          |                       |
| 1954     | Vörös/Meteor          | 1º titolo             | Újpest Dózsa Budapest |                       |
| 1955     | Vörös/Meteor          | 2º titolo             | Kinizsi SE            |                       |
| 1956     | Edizione non conclusa | Edizione non conclusa | Edizione non conclusa | Edizione non conclusa |
| 1957     | Vörös/Meteor          | 3º titolo             | Ferencvárosi TC       |                       |
| 1958     | Újpest Dózsa Budapest | 2º titolo             | Vörös/Meteor          |                       |
| 1959     | Spartacus Budapest    | 1º titolo             | Honvéd                |                       |
| 1960     | Spartacus Budapest    | 2º titolo             | Újpest Dózsa Budapest |                       |
| 1961     | Spartacus Budapest    | 3º titolo             | Győri ETO             |                       |
| 1962     | Spartacus Budapest    | 4º titolo             | Honvéd                |                       |
| 1963     | Honvéd                | 2º titolo             | Spartacus Budapest    |                       |
| 1964     | Honvéd                | 3º titolo             | Spartacus Budapest    |                       |
| 1965     | Honvéd                | 4º titolo             | Spartacus Budapest    |                       |
| 1966     | Honvéd                | 5º titolo             | Győri ETO             |                       |
| 1967     | Honvéd                | 6º titolo             | Spartacus Budapest    |                       |
| 1968     | Honvéd                | 7º titolo             | Budapesti Elektromos  |                       |
| 1969     | Budapesti Elektromos  | 1º titolo             | Honvéd                |                       |
| 1970     | Budapesti Elektromos  | 2º titolo             | Honvéd                |                       |
| 1971     | Budapesti Elektromos  | 3º titolo             | Honvéd                |                       |
| 1972     | Honvéd                | 8º titolo             | Spartacus Budapest    |                       |
| 1973     | Spartacus Budapest    | 5º titolo             | Győri ETO             |                       |
| 1974     | Tatabánya             | 1º titolo             | Budapesti Elektromos  |                       |
| 1975     | Debreceni Dózsa       | 1º titolo             | Honvéd                |                       |
| 1976     | Honvéd                | 9º titolo             | Tatabánya             |                       |
| 1977     | Honvéd                | 10º titolo            | Tatabánya             |                       |
| 1978     | Tatabánya             | 2º titolo             | Debreceni Dózsa       |                       |
| 1979     | Tatabánya             | 3º titolo             | Budapesti Elektromos  |                       |
| 1980     | Honvéd                | 11º titolo            | Ferencvárosi TC       |                       |
| 1981     | Honvéd                | 12º titolo            | Veszprém              |                       |
| 1982     | Honvéd                | 13º titolo            | Tatabánya             |                       |
| 1983     | Honvéd                | 14º titolo            | Veszprém              |                       |
| 1984     | Tatabánya             | 4º titolo             | Honvéd                |                       |
| 1985     | Veszprém              | 1º titolo             | Pick Szeged           |                       |
| 1986     | Veszprém              | 2º titolo             | Győri ETO             |                       |
| 1987     | Győri ETO             | 1º titolo             | Veszprém              |                       |
| 1988-89  | Győri ETO             | 2º titolo             | Veszprém              |                       |
| 1989-90  | Győri ETO             | 3º titolo             | Veszprém              |                       |
| 1990-91  | Budapesti Elektromos  | 4º titolo             | Veszprém              |                       |
| 1991-92  | Veszprém              | 3º titolo             | Budapesti Elektromos  |                       |
| 1992-93  | Veszprém              | 4º titolo             | Budapesti Elektromos  |                       |
| 1993-94  | Veszprém              | 5º titolo             | Pick Szeged           |                       |
| 1994-95  | Veszprém              | 6º titolo             | Budapesti Elektromos  |                       |
| 1995-96  | Pick Szeged           | 1º titolo             | Veszprém              |                       |
| 1996-97  | Veszprém              | 7º titolo             | Dunaferr SE           |                       |
| 1997-98  | Veszprém              | 8º titolo             | Dunaferr SE           |                       |
| 1998-99  | Veszprém              | 9º titolo             | Dunaferr SE           |                       |
| 1999-00  | Dunaferr SE           | 1º titolo             | Veszprém              |                       |
| 2000-01  | Veszprém              | 10º titolo            | Dunaferr SE           |                       |
| 2001-02  | Veszprém              | 11º titolo            | Pick Szeged           |                       |
| 2002-03  | Veszprém              | 12º titolo            | Pick Szeged           |                       |
| 2003-04  | Veszprém              | 13º titolo            | Pick Szeged           |                       |
| 2004-05  | Veszprém              | 14º titolo            | Pick Szeged           |                       |
| 2005-06  | Veszprém              | 15º titolo            | Pick Szeged           |                       |
| 2006-07  | Pick Szeged           | 2º titolo             | Veszprém              |                       |
| 2007-08  | Veszprém              | 16º titolo            | Pick Szeged           |                       |
| 2008-09  | Veszprém              | 17º titolo            | Pick Szeged           |                       |
| 2009-10  | Veszprém              | 18º titolo            | Pick Szeged           |                       |
| 2010-11  | Veszprém              | 19º titolo            | Pick Szeged           |                       |
| 2011-12  | Veszprém              | 20º titolo            | Pick Szeged           |                       |
| 2012-13  | Veszprém              | 21º titolo            | Pick Szeged           |                       |
| 2013-14  | Veszprém              | 22º titolo            | Pick Szeged           |                       |
| 2014-15  | Veszprém              | 23º titolo            | Pick Szeged           |                       |
| 2015-16  | Veszprém              | 24º titolo            | Pick Szeged           |                       |
| 2016-17  | Veszprém              | 25º titolo            | Pick Szeged           |                       |
| 2017-18  | Pick Szeged           | 3º titolo             | Veszprém              |                       |
| 2018-19  | Veszprém              | 26º titolo            | Pick Szeged           |                       |
| 2019-20  | Edizione non conclusa | Edizione non conclusa | Edizione non conclusa | Edizione non conclusa |
| 2020-21  | Pick Szeged           | 4º titolo             | Veszprém              |                       |
| 2021-22  | Pick Szeged           | 5º titolo             | Veszprém              |                       |
| 2022-23  | Veszprém              | 27º titolo            | Pick Szeged           |                       |
| 2023-24  | Veszprém              | 28º titolo            | Pick Szeged           |                       |
| 2024-25  | Veszprém              | 29º titolo            | Pick Szeged           |                       |

### Riepilogo vittorie per club
| Numero | Club                  | Anni |
| ------ | --------------------- | --- |
| 29     | Veszprém              | 1985, 1986, 1991-92, 1992-93, 1993-94, 1994-95, 1996-97, 1997-98, 1998-99, 2000-01 2001-02, 2002-03, 2003-04, 2004-05, 2005-06, 2007-08, 2008-09, 2009-10, 2010-11, 2011-12 2012-13, 2013-14, 2014-15, 2015-16, 2016-17, 2018-19, 2022-23, 2023-24, 2024-25 |
| 14     | Honvéd                | 1952, 1963, 1964, 1965, 1966, 1967, 1968, 1972, 1976, 1977 1980, 1981, 1982, 1983 |
| 5      | Pick Szeged           | 1995-96, 2006-07, 2017-18, 2020-21, 2021-22 |
| 5      | Spartacus Budapest    | 1959, 1960, 1961, 1962, 1973 |
| 4      | Budapesti Elektromos  | 1969, 1970, 1971, 1990-91 |
| 4      | Tatabánya             | 1974, 1978, 1979, 1984 |
| 3      | Győri ETO             | 1987, 1988-89, 1989-90 |
| 3      | Vörös/Meteor          | 1954, 1955, 1957 |
| 2      | Újpest Dózsa Budapest | 1953, 1958 |
| 1      | Dunaferr SE           | 1999-00 |
| 1      | Debreceni Dózsa       | 1975 |
| 1      | VM Közért             | 1951 |